# Gelis hammari
Gelis hammari är en stekelart som först beskrevs av Henry Lorenz Viereck 1912.  Gelis hammari ingår i släktet Gelis och familjen brokparasitsteklar. Inga underarter finns listade i Catalogue of Life.